# یوجین ویکتور هوگلن
یوجین ویکتور هوگلن (Eugene Victor Hoglan) متولد ۳۱ اوت ۱۹۶۷   دالاس، تگزاس، آمریکا می‌باشد. جین هوگلن در گروه‌های همچون دارک آنجل - دث - تستامنت - تنت - فیر فکتوری - استرپینگ یانگ لد - اپث - آن ارث - دوین تندسند - دث کلوک به فعالیت پرداخته.
اولین کیت درامز خود را در سن ۱۳ سالگی و به صورت کاملاً خودآموز  با نواختن آهنگ‌های از گروه راش و کیس فرا گرفت. سبک هوی متال توانایی نواختن سازهای درام پرکاشن و گیتار را به دست آورد. وی از سال ۱۹۸۲ تا کنون فعالیت می‌کند. 

## زندگینامه
هوگلن وقتی 13 ساله بود اولین بار درام خود را دریافت کرد و کاملاً خودآموخته است. پیتر کریس و نیل پرت از اولین نفرات تاثیرگذار براو بودند. بعدها کوزی پاول، تامی آلدریج، روب راینر از آنویل، راب "واکو" شکارچی راون و فیل "حیوانات گاوی" تیلور او را در درام باس دوبل گرفتند. تأثیرات دیگر شامل استیوی واندر، الکس ون هالن، استیو اسمیت، دین کاسترونوو، مارک کرنی، تری بوززیو، بیل بروفورد، استیو گاد، سونی اموری، ریک کالالوکا از Watchtower، بابی جارزومبک، دیو کولروس است.